# Михайловка (Камбарський район)
Миха́йловка (рос. Михайловка, удм. Михайловка) — село у складі Камбарського району Удмуртії, Росія.
Населення — 258 осіб (2010; 349 у 2002).
Національний склад:
- росіяни — 95 %